# Carlyle Hotel
El Carlyle Hotel (oficialmente Carlyle Hotel, A Rosewood Hotel, también conocido como The Carlyle), es un lujoso hotel y apartotel situado en el 35 de East 76th Street, en la esquina noreste de la intersección con Madison Avenue, en la zona Upper East Side de Nueva York, Estados Unidos. Está diseñado en estilo art déco y debe su nombre al ensayista escocés Thomas Carlyle. Propiedad de Rosewood Hotels & Resorts desde 2001, el Carlyle es una cooperativa con 191 habitaciones y suites de hotel, y sesenta residencias de propiedad privada.

## La salida de la Depresión
El Carlyle fue construido por Moses Ginsberg, abuelo materno de Rona Jaffe. Diseñado por los arquitectos Sylvan Bien y Harry M. Prince, abrió sus puertas como un apartotel, cuyos apartmentos costaban hasta un millón de dólares al año. Los apartoteles habían ganado mucha popularidad desde la Primera Guerra Mundial. Mientras la economía crecía y se construían rascacielos, Nueva York se estaba transformando tan rápidamente que ser propietario de una casa adosada empezó a estar pasado de moda. El nuevo hotel de treinta y cinco plantas «iba a ser una obra maestra de la arquitectura moderna, cuyas tiendas y restaurantes en las plantas más bajas darían a los residentes las comodidades de un rascacielos comunitario».
Sin embargo, poco antes de que el Carlyle abriera sus puertas en 1930, el crac del 29 puso fin drásticamente a las tiempos de auge. El nuevo hotel tuvo dificultades, entró en suspensión de pagos en 1931 y fue vendido a la Lyleson Corporation en 1932. Los nuevos propietarios mantuvieron la administración original, que fue capaz de mejorar espectacularmente la situación financiera de la propiedad manteniendo unas altas tasas de ocupación y unos precios favorables a los costes del hotel. Sin embargo, en esta época el hotel tenía reputación de ser «formal en lugar de lujoso».
El siguiente boom económico de la posguerra permitió que el hotel asumiera un nuevo protagonismo entre la alta sociedad. En 1948, el empresario neoyorquino Robert Whittle Downing compró el Carlyle y empezó a transformarlo de una dirección «respetable» a una «absolutamente de moda», frecuentada por europeos elegantes. Ese año, Harry S. Truman se convirtió en el primer presidente que visitó el Carlyle; todos sus sucesores hasta Bill Clinton han seguido esta tradición.

## Ascenso a la prominencia
El Carlyle recibió el apodo de the New York White House («la Casa Blanca de Nueva York») durante el mandato del presidente John F. Kennedy, que fue propietario de un apartamento en la planta 34 durante los diez últimos años de su vida. Se alojó en este apartamento en una visita bien publicitada de unos pocos días justo antes de su toma de posesión en enero de 1961. Marilyn Monroe se infiltró presuntamente a través de la entrada de servicio en East 77th Street.[cita requerida] Según estas informaciones, tras cantar la famosa Happy Birthday, Mr. President en la fiesta de cumpleaños de Kennedy en el Madison Square Garden el 19 de mayo de 1962, Monroe utilizó un laberinto de túneles para entrar secretamente al Carlyle y reunirse con Kennedy y amigos.[cita requerida] El New York Post informó de una campaña de calumnia contra los Kennedy en la que un informante transmitió información de que una tal Jacqueline Hammond tenía información sobre la aventura; sin embargo, el artículo del Post afirmó que «un sumario del FBI publicado no consideró la información de Milwaukee y Hammond sólida». Años después, Michael O'Connell, botones durante mucho tiempo del hotel, recordó: «Esos túneles... El Presidente Kennedy sabía más de ellos que yo». El Carlyle fue el último lugar donde desayunó John F. Kennedy, Jr. antes de partir en su fatídico viaje de avión hacia Martha's Vineyard con su esposa y su hermana.
El Council for United Civil Rights Leadership (CUCRL) se organizó en una reunión celebrada en el Carlyle. Malcolm X expresó su preocupación por tener un hombre blanco a cargo de esta nueva organización durante un discurso el 10 de noviembre de 1963, Mensaje a las bases. Describió el hotel (no solo una suite) como propiedad de la familia Kennedy.
En 1967, el hotel fue comprado por una asociación de Jerome L. Greene, Norman L. Peck, y Peter Jay Sharp.
El hotel también dio origen al nombre del Carlyle Group, debido a que fue el lugar donde se reunieron por primera vez los fundadores de esa empresa a mediados de los años ochenta.
A pesar de sus episodios con la historia, el hotel ha conservado una reputación por su discreción; en junio de 2000, The New York Times lo llamó un «Palacio de los Secretos».

## Ocio y restaurantes
En el Café Carlyle del hotel han tocado una serie de conocidos intérpretes de jazz, en especial George Feyer desde 1955 hasta 1968, y Bobby Short desde 1968 hasta 2004. Woody Allen y su banda de jazz han tocado semanalmente en el café desde 1996. Según el escritor del New York Times Joe Heller, Mick Jagger tiene una residencia en el Carlyle para usarla cuando visita Nueva York. Alan Cumming dio una serie de conciertos en el Café Carlyle en junio de 2015; el álbum de su actuación, Alan Cumming Sings Sappy Songs tiene una fotografía de un Cumming desnudo flanqueado por un modelo masculino y otro femenino, también desnudos, tomada en la entrada de la cafetería.
El Café Carlyle es conocido por los murales de Marcel Vertès, que fueron limpiados en verano de 2007 como parte de una renovación del café. El diseñador de interiores Scott Salvator supervisó esta renovación, que supuso las primeras alteraciones significativas al café desde su inauguración en 1955. Durante la renovación, el café tuvo que cerrar durante tres meses y fue ampliamente elogiado tras su reapertura en septiembre de 2007. Salvator eliminó el falso techo acústico, dejando expuestos unos sesenta centímetros de espacio nuevo que permitieron la instalación de un moderno sistema de sonido e iluminación para atraer a una generación más joven.

El Bemelmans Bar está decorado con murales que representan a Madeline en Central Park, pintados por Ludwig Bemelmans. Bemelmans da nombre al bar, y sus murales que hay aquí son su única obra de arte expuesta al público. En lugar de aceptar un pago por su trabajo, Bemelmans recibió un año y medio de alojamiento en el Carlyle para él y su familia como remuneración. La película de 2015 A Very Murray Christmas estaba ambientada en el Carlyle y en el Bemelmans Bar.
El Carlyle Restaurant era conocido antiguamente como Dumonet at the Carlyle.